# Trung tâm Thông tin Công nghệ sinh học Quốc gia (Hoa Kỳ)
Trung tâm Thông tin Công nghệ sinh học Quốc gia (tiếng Anh: National Center for Biotechnology Information, viết tắt NCBI) là một đơn vị trực thuộc Thư viện Y học Quốc gia Hoa Kỳ, trực thuộc Viện Y tế Quốc gia Hoa Kỳ. NCBI có trụ sở tại Bethesda, Maryland và được thành lập năm 1988 thông qua bảo trợ pháp lý của thượng nghị sĩ Claude Pepper.